# Lasconotus intricatus
Lasconotus intricatus är en skalbaggsart som beskrevs av Kraus 1912. Lasconotus intricatus ingår i släktet Lasconotus och familjen barkbaggar. Inga underarter finns listade i Catalogue of Life.